# Акведук Лес-Ферререс

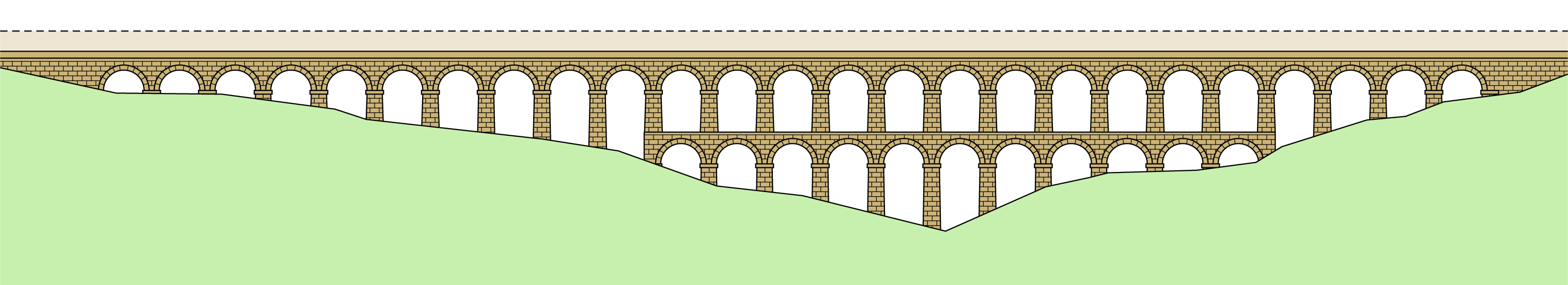
Схема акведука

Акведу́к Лес-Ферререс або Чортів міст (ісп. Acueducto de les Ferreres, кат. Aqüeducte de les Ferreres) — акведук біля римського міста Таррако, столиці провінції Ближня Іспанія (сучасне місто Таррагона в Каталонії). Акведук Лес-Ферререс входить в археологічний ансамбль Таррако, який у 2000 році включений до списку Світової спадщини ЮНЕСКО.

## Історія
Акведук був побудований в першому столітті до н. е. під час правління римського імператора Октавіана Августа і постачав воду на відстань 25 км з річки Франколі в місто Таррако. Акведук був відновлений під час правління кордовського халіфа Абд Ар-Рахмана III, останній раз відновлювався у XVIII столітті.

## Опис
Розташований за 4 км на північ від міста Таррагона. Довжина акведука 217 метрів, максимальна висота 27 метрів. Складається з двох ярусів: верхній рівень налічує 25 арок, а нижній — 11, діаметр арок 20 римських футів (5,9 м), відстань між центрами опорних стовпів становить 26 римських футів (7,9 м). Побудований з великих кам'яних блоків без застосування сполучного розчину. 

## Галерея

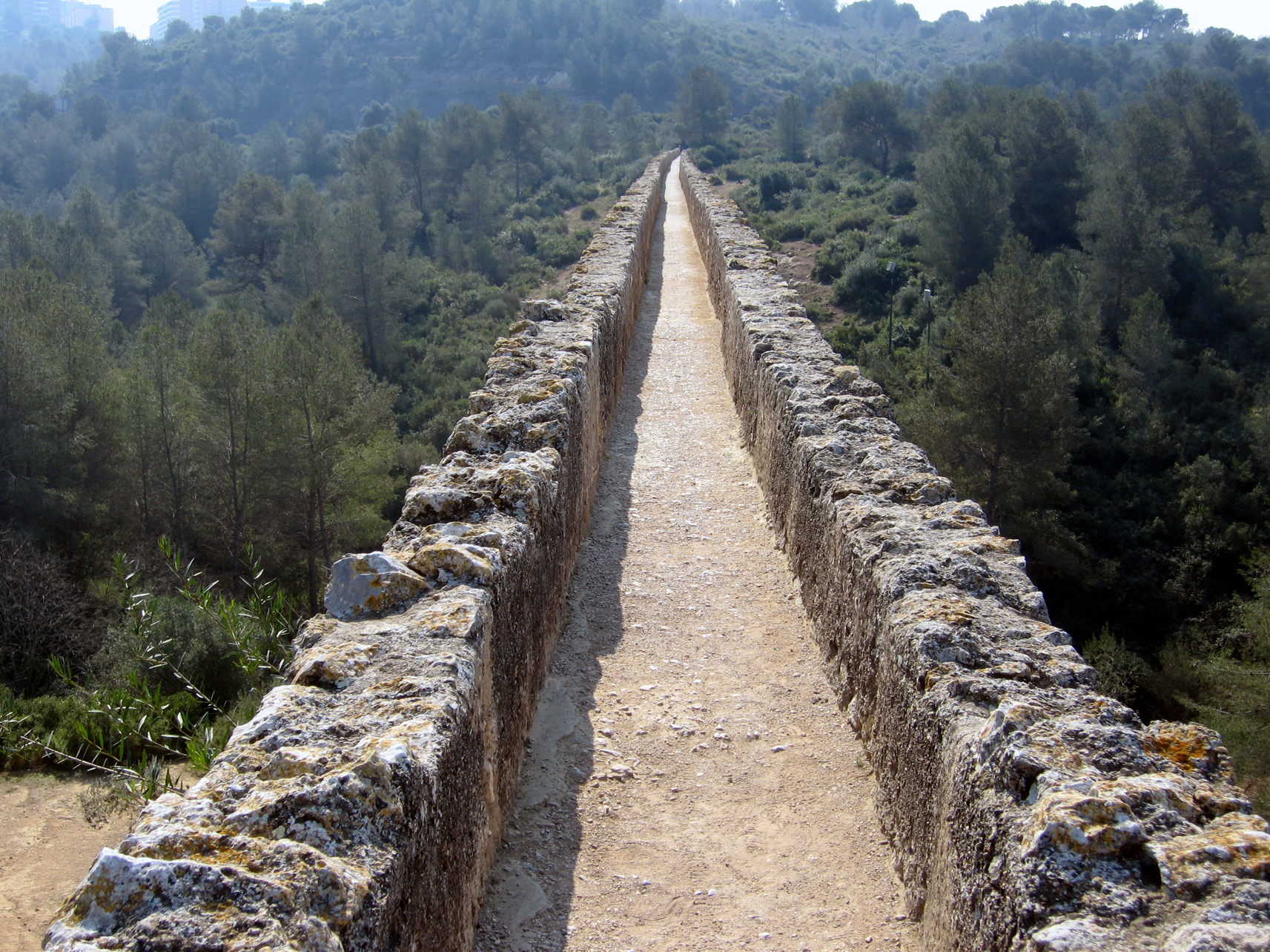
Водогін акведука
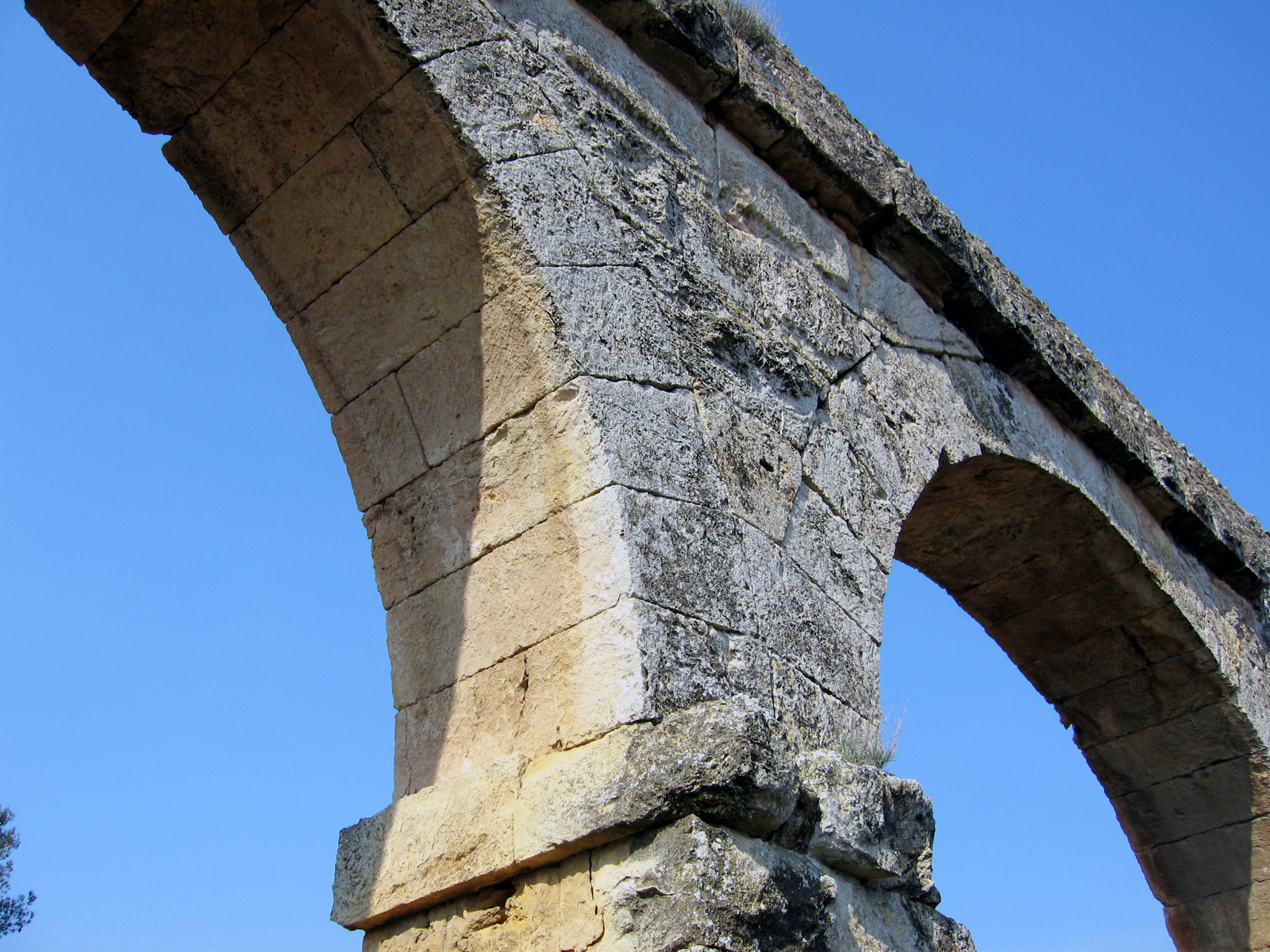
Арка
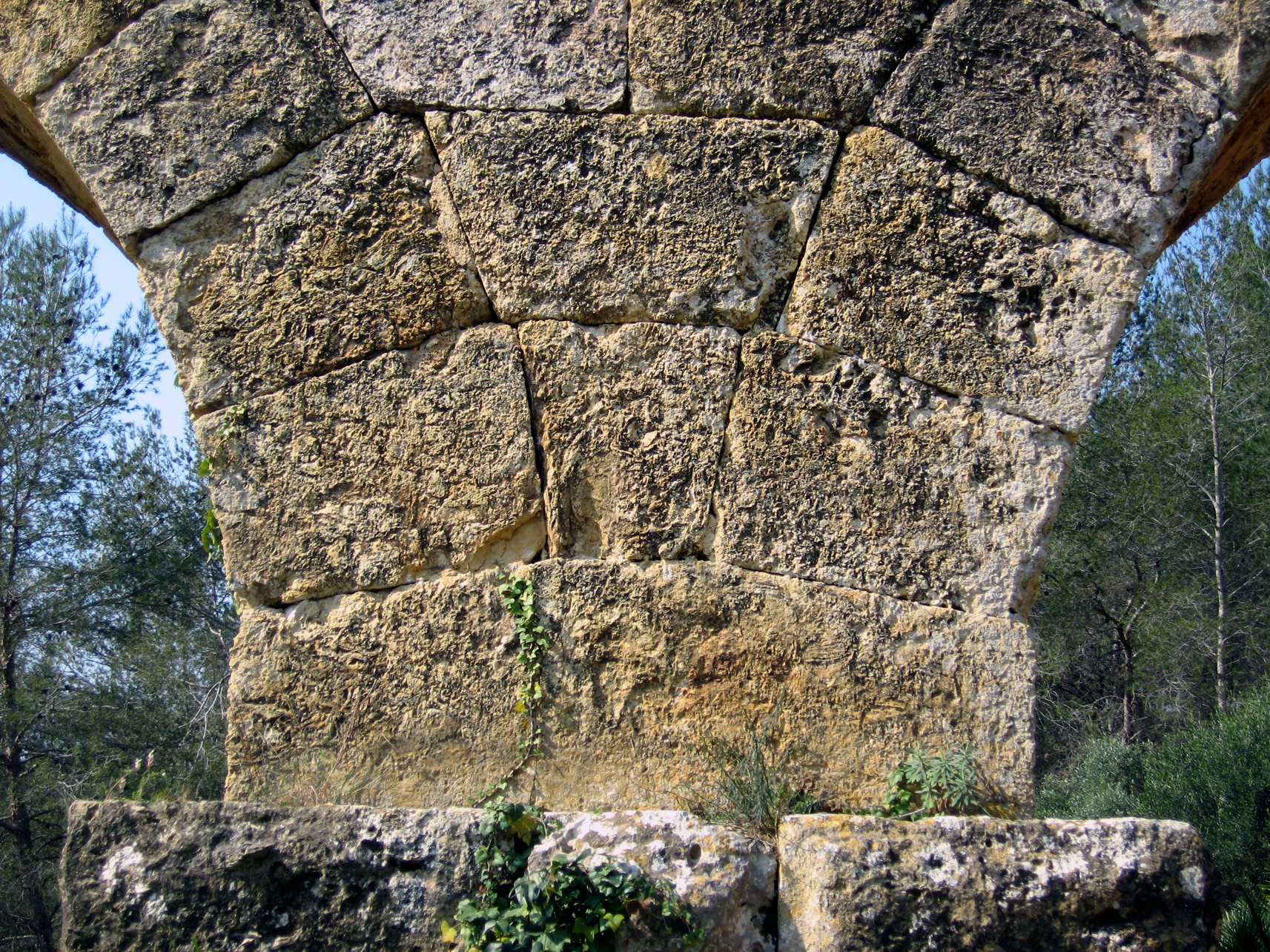
Капітель
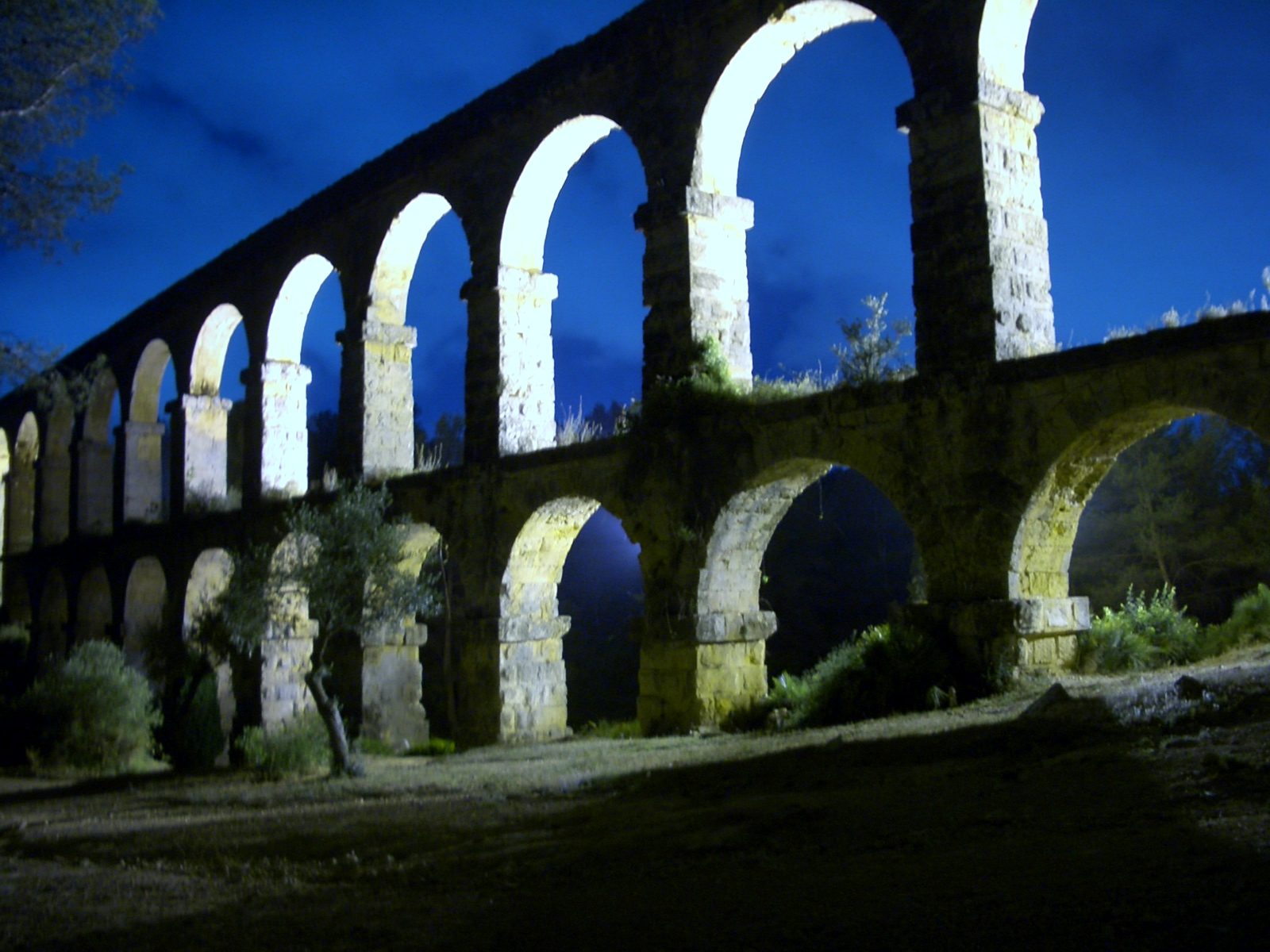
Акведук вночі